# 阿塞勒贝朗热
阿塞勒贝朗热（法語：Assé-le-Bérenger，法語發音：[ase lə beʁɑ̃ʒe]）是法国马耶讷省的一个市镇，属于拉瓦勒区。

## 地理
阿塞勒贝朗热（48°9'20"N, 0°19'14"W）面积11.68 平方千米，位于法国卢瓦尔河地区大区马耶讷省，该省份为法国西北部内陆省份，北起芒什省和奧恩省，西接伊勒-维莱讷省，南至曼恩-卢瓦尔省，东临萨尔特省。
与阿塞勒贝朗热接壤的市镇（或旧市镇、城区）包括：圣热姆勒罗贝尔、埃尔沃河畔圣乔治、武特雷、埃夫龙。

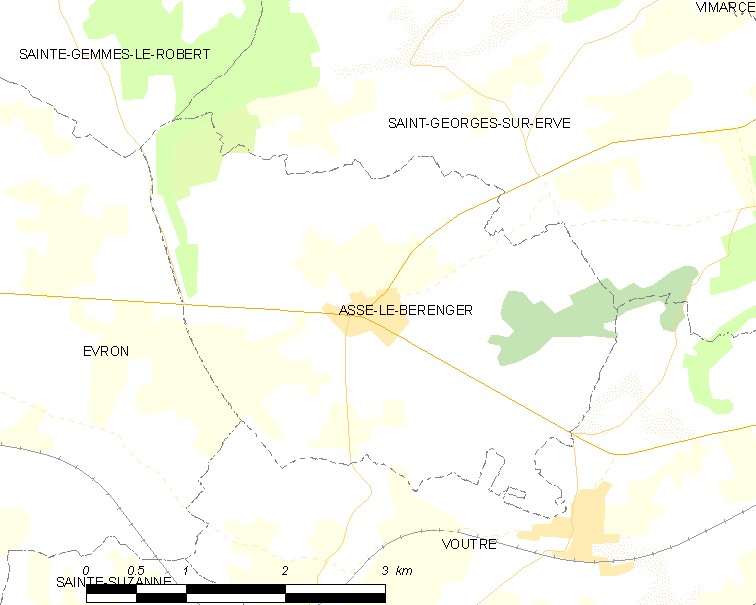
阿塞勒贝朗热的OSM定位图

阿塞勒贝朗热的时区为UTC+01:00、UTC+02:00（夏令时）。

## 行政
阿塞勒贝朗热的邮政编码为53600，INSEE市镇编码为53010。

## 政治
阿塞勒贝朗热所属的省级选区为埃夫龙县。

## 人口

1962-2008年间阿塞勒贝朗热人口变化图示

阿塞勒贝朗热于2022年1月1日时的人口数量为419人。